# بهولا سادار اپازیلا
بهولا سادار اپازیلا (به لاتین: Bhola Sadar Upazila) یک منطقهٔ مسکونی در بنگلادش است که در ناحیه بهولا واقع شده‌است. بهولا سادار اپازیلا ۴۱۳٫۱۶ کیلومتر مربع مساحت و ۴۳۰٫۵۲۰ نفر جمعیت دارد.